# Гідрозакладка
Гідрозакладка (ГІДРОЗАКЛАДАННЯ), (рос. гидрозакладка, англ. hydraulic filling (англ.); hydraulic stowing (амер.), нім. Spülversatz m, Fließversatz m) – сукупність процесів по заповненню виробленого простору вугільних шахт через використання потоку води для транспортування і закладання закладального матеріалу. Г. включає технологічні операції та процеси підготовки виробленого простору, накопичення закладального матеріалу, приготування гідросуміші, гідротранспорту закладального матеріалу та заповнення ним виробленого простору, управління спрацьованою водою (вловлювання води, що дренується з масиву, відвід її по трубопроводу до водозбірників, прояснення у підземних умовах та перекачування на поверхню для повторного використання у технологічному циклі). Гідротранспорт закладального матеріалу до виробленого простору здійснюється через систему спадних та горизонтальних трубопроводів за рахунок напору, що виникає внаслідок різниці геодезичних відміток початкового та кінцевого пунктів транспортування. Перед заповненням виробленого простору закладальним матеріалом здійснюється його огородження спеціальними обшивками, спорудження фільтрувальних перемичок та дренуючих пристроїв. Заповнення виробленого простору здійснюється безпосередньо з торця закладального трубопроводу або за допомогою розподільчого трубопроводу. 
В Україні в 60—70-х роках XX ст. накопичено досвід використання Г. на гідрошахтах Центрального Донбасу (Горлівка, Єнакієве). 